# Gali Atari
Avigail "Gali" Atari (Rehovot, Israel, 29 de dezembro de 1953) é uma atriz e cantora israelense. A sua primeira aparição internacional foi em 1971 quando representou Israel no World Popular Song Festival no Japão com as canções "All free" e "Give love away". Atari voltou a participar nesse festival em 1976, desta feita com o tema "The same old game".
Em 1978, interpretou a canção "Nesich hachlomot" (נסיך החלומות, Sonho de príncipe), juntamente com Zvi Bums e Udi Spielman, no  Festival Hazemer Ha'ivri, a qualificação israelita para o  Festival Eurovisão da Canção, conseguindo somente o terceiro lugar. No ano seguinte, desta vez como vocalista, juntamente com o grupo Milk & Honey, eles venceram a final com a canção Hallelujah e representaram Israel no Festival Eurovisão da Canção 1979, realizado em Jerusalém em 31 de março de 1979. A canção foi a grande vencedora na noite do festival e se tornou um grande sucesso nos tops europeus. Atari não permaneceu muito tempo com o grupo, ingressando numa carreira solo. .
Ainda em 1979, participou no filme israelita Dizengoff 99. Ela é irmã de  Yona Atari, uma cantora e atriz e ainda de  Shosh Atari, uma apresentadora de rádio e tv israelense.  